# Abasan al-Saghira
Abasan al-Saghira (àrab: عبسان الصغيرة, ʿAbasān aṣ-Ṣaḡīra) és una vila agrícola palestina situada 2 km al sud-est de Khan Yunis a la governació de Khan Yunis al sud de la Franja de Gaza. Segons l'Oficina Central Palestina d'Estadístiques, Abassan al-Saghira tenia 5.650 habitants musulmans.

## Història
En 1886, al final de l'època otomana, Abassan al-Saghira consistia en una desena de barraques, amb pedres de construcció antigues.

### Període de Mandat Britànic
En el cens de Palestina de 1922 organitzat per les autoritats del Mandat britànic de Palestina, Abassan (pressumiblement Abasan al-Kabira i Abasan al-Saghira) tenia 695; tots ells musulmans, incrementats en el cens de Palestina de 1931 a 1144, encara tots ells musulmans, en 186 cases.
En el cens de 1945 els dos Abasans encara es comptaven plegats, i tenien una població de 2,230, tots àrabs, amb 16,084 dúnams de terra, segons l'enquesta oficial de terra i població. D'aquests, 92 dúnams eren de plantacions i terra irrigada, 15,616 usats per a cereals, i 69 dúnams eren sòl edificat.